# Koizumi Chansonnier 〜新春シャンソンショー〜
Koizumi Chansonnier 〜新春シャンソンショー〜（コイズミシャンソニエ・シンシュンシャンソンショー）は、日本の歌手小泉今日子のライブ。このライブは2013年に開催された。

## 概要
Koizumi Chansonnier 〜新春シャンソンショー〜は小泉今日子が2012年にリリースしたアルバム『Koizumi Chansonnier』の初回盤のCDを購入し、応募して当選したファンを招待して開催された。ステージは14時からと16時からの2回。
招待者は各30名。会場は「シャンソニエ・蛙たち」。選曲は主に『Koizumi Chansonnier』からされている。

## セットリスト
- Sweet & Spicy
- 大人の唄/Une chanson pour les grands
- 聞かせてよ愛の言葉を
- わが麗しき恋物語
- 僕の部屋の窓
- ごめんね
- Sweet Memories

## 参加アーティスト
- ヴォーカル: 小泉今日子
- ピアノ: 黒木千波留

（出典:）